# Circeaster arandae
Circeaster arandae är en sjöstjärneart som beskrevs av Mah 2006. Circeaster arandae ingår i släktet Circeaster och familjen ledsjöstjärnor. Inga underarter finns listade i Catalogue of Life.